# سوكوميمس

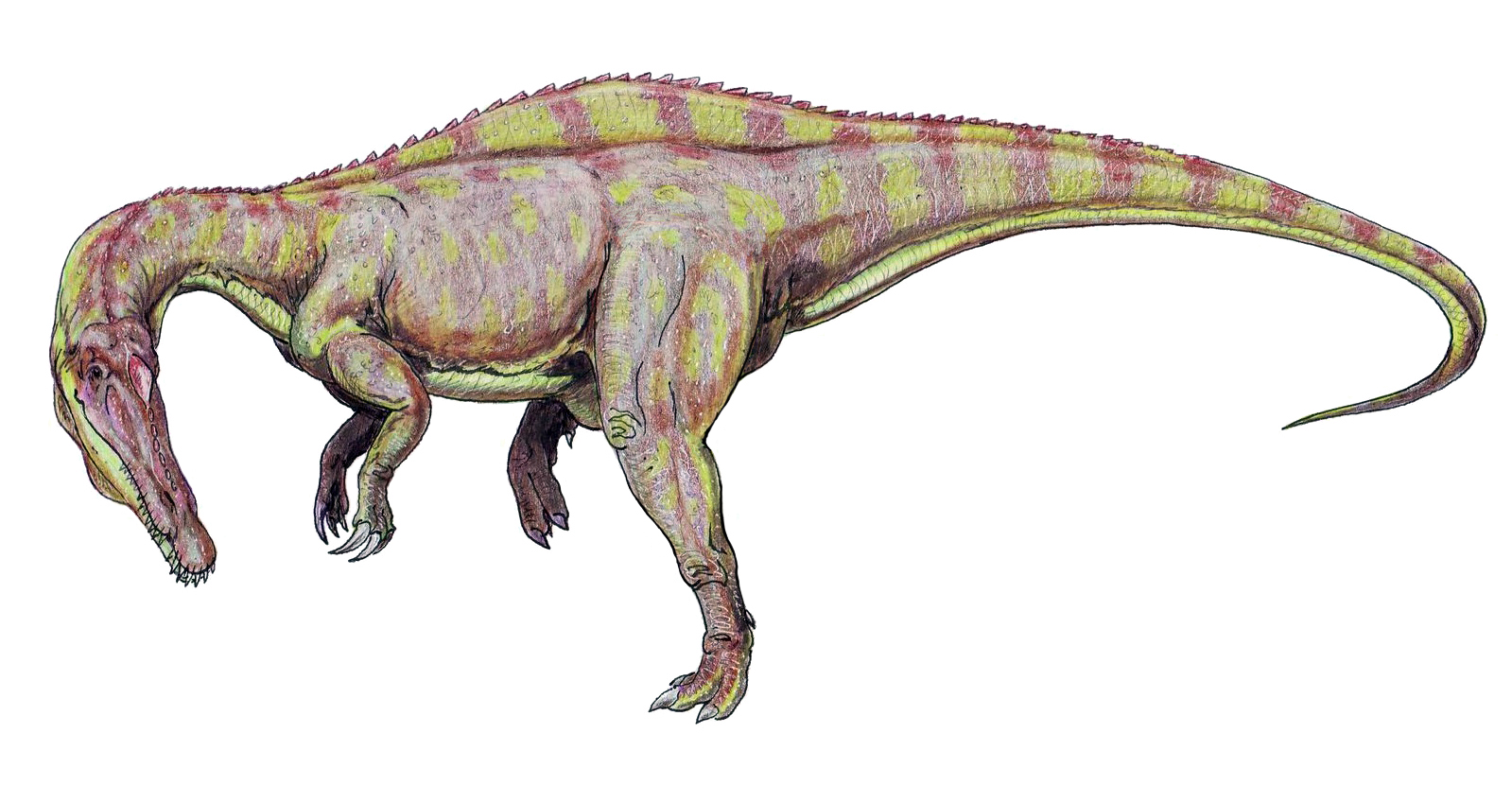
إعادة إنشاء

السوكوميموس (Suchomimus" التمساح محاكي") هو جنس من ديناصورات الثيربودية الكبيرة ينتمي إلى عائلة السپينوصوريات مع سبينوصورس أكبر مفترسين و مع جمجمة تشبه التمساح عاش من 124 إلى 113 مليون سنة مضت خلال حقبة الأبتي في أوائل العصر الطباشيري في النيجر، النوع الوحيد المعروف منه تمت تسميته بـ Suchomimus tenerensis و يشير الاسم tenerensis إلى مكان إكتشاف الهيكل أول، وهي Ténéré Dese..

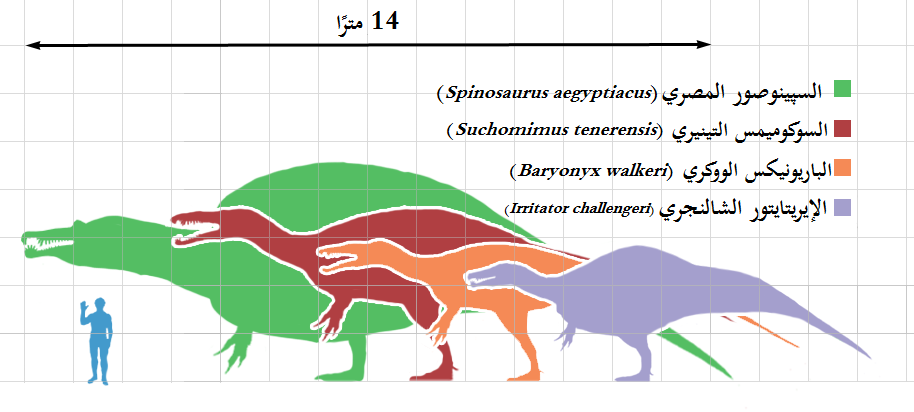
مقارنة بين عدة أنواع من السپينوصوريات مع الإنسان، السوكوميمس باللون الأحمر

## وصلات خارجية
- Paul Sereno - Project Exploration Suchomimus Fact Sheet, at Project Exploration.
- Photos of Suchomimus Skeleton in Niger, at Project Exploration.
- Suchomimus from DinoData
- Video of mounted Suchomimus skeleton in Chicago at the المتحف الميداني للتاريخ الطبيعي